# فريق سيمون سيركلوس
فريق سيمون سيركلوس للاستعراض الجوي. (بالإنجليزية: Simon's Sircus)‏.هو فريق عرض للألعاب الهوائية يضم ست طائرات من طراز سي فيكسن FAW2 من 892 سربًا جويًا من سلاح البحرية البريطانية. يعمل الفريق من صيف عام 1968.